# Hypothyris mylassa
Hypothyris mylassa är en fjärilsart som beskrevs av Druce 1875. Hypothyris mylassa ingår i släktet Hypothyris och familjen praktfjärilar. Inga underarter finns listade i Catalogue of Life.